# 爱媛县旗
爱媛县旗（日语：／ Ehime ken ki）是日本的47面都道府县旗之一。

## 概要

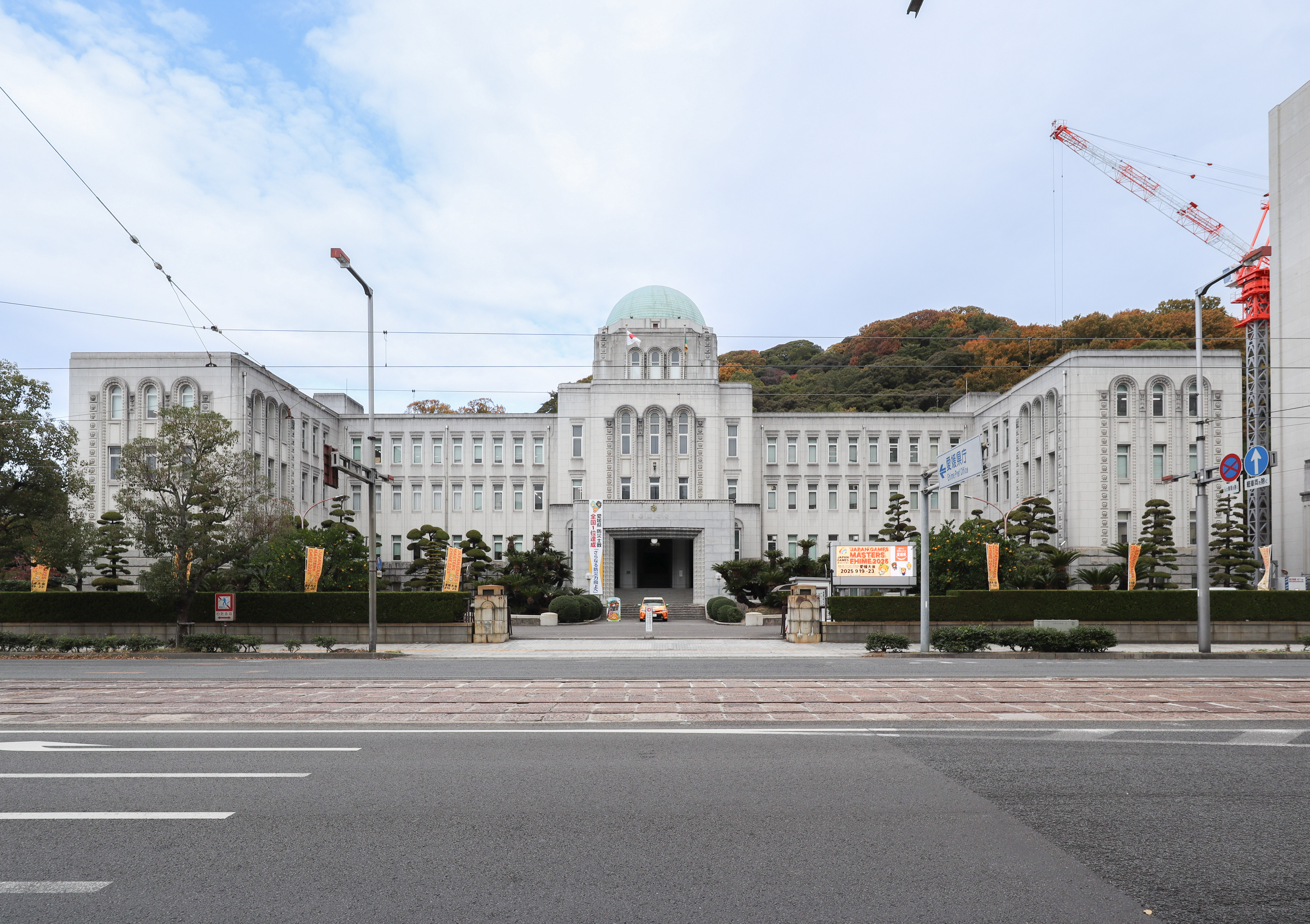
悬挂在爱媛县厅屋顶的日本国旗（左）和爱媛县旗（右）。

1952年5月5日制定。使用的是白色的县花橘子花。白色的花，象征着“质素”，“纯洁”，绿色是“平和”，“希望”的象征，而黄色代表着“幸福”。
县旗是在公选制传入爱媛后的第二任知事久松定武的时代中定的，县章是在第三任知事白石春树于1973年2月20日同县民歌《爱媛之歌》共同制定的。之后，第四任知事伊贺贞雪在就任后由于与前任知事白石春树对立程度较深，所以于1989年废止了旧县章，并制订了新县章。经过这番波折，县条例上规定1989年制定的县章才具有法律效力。另外，现在县章的使用次数越来越少，几乎消失，而爱媛县的官网以及全国知事会都只是介绍县旗

## 关联项目
兵库县与爱媛县同样县章以县旗被取代。

## 脚注
1. ↑  . 全国知事会. （原始内容存档于2009-05-03） （日语）.